# سید ناصر حسینی‌پور
سید ناصر حسینی‌پور  (متولد مهر ۱۳۵۰ در باشت) نویسنده، کارشناس ادبیات مقاومت، دیپلمات فرهنگی و سیاستمدار اصولگرای ایرانی است که در انتخابات میان‌دوره‌ای مجلس شورای اسلامی دوره یازدهم با کسب ۲۵ هزار و ۱۲۳ رأی، به عنوان نماینده مجلس شورای اسلامی از حوزه انتخابیه گچساران و باشت انتخاب شد.

## حضور در جبهه
او، در سن ۱۴ سالگی عازم جبهه شد و ۲ سال به عنوان تخریب‌چی، در عملیات‌های والفجر ۸، کربلای ۴، کربلای ۵، والفجر ۱۰، نصر ۴ و چندین عملیات آفندی و پدافندی در تیپ ۴۸ فتح، حضور داشت. در سال آخر جنگ، در جریان پاتک دشمن، پای راستش در جاده خندق جزایر مجنون قطع شد و همزمان به اسارت نیروهای عراق درآمده و به اردوگاه مخفی اسرا در تکریت منتقل شد.

## نویسندگی
شهرت اصلی حسینی‌پور به دلیلی نگارش کتاب پایی که جا ماند است که در سال ۱۳۹۱ این کتاب به عنوان کتاب سال دفاع مقدس انتخاب شده است.
او مسئول «میز ادبیات مقاومت» و دبیر بخش «جنگ نرم» در دبیرخانهٔ شورای عالی امنیت ملی جمهوری اسلامی ایران بود. او به زعم خود مایل بود که با نگارش این کتاب، جنایات جنگی نیروهای عراقی در زندان های مخفی عراق در جنگ ایران و عراق را ثبت کند.